# Moritz Milar
Moritz Milar (* 26. Juni 1933 in Calw; † 16. Januar 2021) war ein deutscher Schauspieler, Theaterregisseur und Bühnenbildner.

## Leben
Milar hatte Theaterwissenschaft studiert, ehe er bei Ruth von Zerboni zum Schauspieler ausgebildet wurde. Noch während dieser Zeit stand Milar 1954 mit einer kleinen Kinofilmrolle in dem Kinolustspiel Geliebtes Fräulein Doktor vor der Kamera. 1956 erhielt er vom Wiener Burgtheater sein erstes Festengagement und spielte dort in den folgenden zwei Jahren an der Seite so bedeutender Kollegen wie Paul Hartmann, Attila Hörbiger, Theo Lingen, Raoul Aslan, Käthe Dorsch, Käthe Gold und Paula Wessely. Gleich zu Beginn seiner Theaterlaufbahn (Anfang 1956) gab man ihm auch die Rolle des Fischerknaben Jenni in der Abfilmung der Burgtheateraufführung von Friedrich Schillers Wilhelm Tell, wo er an der Seite seiner Bühnenkollegen Albin Skoda (als Gessler) und Ewald Balser (als Tell) spielte.
Mit Beginn der 1960er Jahre konzentrierte sich Milar auf seine Bühnenarbeit in Berlin und folgte einem Ruf Boleslaw Barlogs an das von ihm geleitete Schiller-Theater. Noch im selben Jahrzehnt konnte Milar an kleinen Berliner Bühnen wie dem Forum-Theater und der Vaganten-Bühne als Regisseur arbeiten. In der zweiten Hälfte der 1960er Jahre begann das Fernsehen an Bedeutung in Milars künstlerischem Schaffen zu gewinnen. Zumeist spielte der kahlköpfige Milar klar strukturierte und entschiedene Charaktere in Unterhaltungsproduktionen, zuletzt (1976–1978) übernahm er die Hauptrolle des Polizeiobermeisters Felix Brauer in der Vorabendserie Gesucht wird ….
Milar, der in späteren Jahren zum Professor ernannt wurde und gelegentlich überdies als Bühnenbildner tätig war, hat auch zahlreiche Hörspiele produziert und im Radio als Moderator gearbeitet. Außerdem wirkte er bei einigen ausländischen Filmen als Synchronsprecher.

## Fernsehfilme (als Schauspieler)
- 1954: Geliebtes Fräulein Doktor (Kino)
- 1956: Wilhelm Tell (Bühnenabfilmung)
- 1965: Irrungen, Wirrungen
- 1967: Der Seidenprinz
- 1968: Das Haus mit den sieben Stockwerken
- 1969: Die Dubrow-Krise
- 1969: Schrott
- 1969: Rivalen
- 1969: Der Kidnapper
- 1970: Kinderehen
- 1972: Tod im Studio
- 1972: Erinnerung an einen Sommer in Berlin
- 1975: Little Boy
- 1976–1978: Gesucht wird … (Serienhauptrolle)